# Aleurodicus pulvinatus
Aleurodicus pulvinatus es un hemíptero de la familia Aleyrodidae, con una subfamilia: Aleyrodinae. Fue descrita científicamente en 2004 por Martin.